# Exetastes rempeli
Exetastes rempeli är en stekelart som beskrevs av Henry Keith Townes, Jr. 1978. Exetastes rempeli ingår i släktet Exetastes och familjen brokparasitsteklar. Inga underarter finns listade i Catalogue of Life.